# Lážovice
Lážovice (en allemand : Laschowitz) est une commune du district de Beroun, dans la région de Bohême-Centrale, en Tchéquie. Sa population s'élevait à 110 habitants en 2020.

## Géographie
Lážovice se trouve à 13 km au sud de Beroun et à 36 km au sud-ouest de Prague.
La commune est limitée par Libomyšl au nord, par Všeradice au nord-est et à l'est, par Vižina à l'est, par Osov et Skřipel au sud, et par Neumětely à l'ouest.

## Histoire
La première mention écrite de la localité date de 1232.

## Administration
La commune se compose de deux quartiers :
- Lážovice
- Nové Dvory

## Transports
Par la route, Lážovice se trouve à 5,3 km de Hostomice, à 16 km de Beroun et à 55 km du centre de Prague.